# Natürlicher Wille
Als natürlicher Wille werden Willensäußerungen nicht geschäftsfähiger Personen bezeichnet, die in bestimmten Situationen als rechtlich verbindlich anerkannt werden. Der natürliche Wille spielt vor allem im Betreuungsrecht eine Rolle, wenn es um ärztliche Zwangsmaßnahmen und die freiheitsentziehende Unterbringung geht. Voraussetzung für die rechtliche Anerkennung ist die „natürliche Einsichts- und Steuerungsfähigkeit“ der betreuten Person.
Zu dem Personenkreis, der zwar geschäftsunfähig ist, aber immerhin einen „natürlichen Willen“, z. B. einen Besitzwillen, bilden kann, gehören typischerweise Kleinkinder, Menschen mit schwerer geistiger oder psychischer Behinderung und stark Suchterkrankte (vgl. § 104 BGB). Die Fähigkeit zum Ausdruck eines unmittelbaren Wollens fehlt dagegen zum Beispiel bei epileptischen Zuckungen oder unwillkürlichen Bewegungen eines Bewusstlosen, bei Patienten mit apallischem Syndrom (Wachkoma) oder Säuglingen, soweit es sich um reine Reflexe handelt, die von keinem Willen geleitet werden.
Aus Art. 2 Abs. 2 Satz 1 GG (Recht auf Leben und körperliche Unversehrtheit) folgt nach der Rechtsprechung des Bundesverfassungsgerichts die Schutzpflicht des Staates, bei drohenden erheblichen gesundheitlichen Beeinträchtigungen unter strengen Voraussetzungen eine ärztliche Behandlung als letztes Mittel auch gegen den natürlichen Willen nicht einsichtsfähiger Betreuter vorzusehen.

## Betreuungsrecht
Mit dem Gesetz zur Regelung der betreuungsrechtlichen Einwilligung in eine ärztliche Zwangsmaßnahme vom 18. Februar 2013 hat der Begriff Eingang in das Gesetz gefunden, nachdem der Bundesgerichtshof (BGH) entschieden hatte, dass es an einer den verfassungsrechtlichen Anforderungen genügenden gesetzlichen Regelung für eine betreuungsrechtliche Behandlung gegen den natürlichen Willen des Patienten fehlt.
Die Unterscheidung zwischen freiem und natürlichem Willen ist insbesondere im Betreuungsrecht wichtig, da ein Betreuer nicht gegen den freien Willen eines Volljährigen bestellt werden darf (§ 1814 Abs. 2 BGB), wohl aber gegen seinen natürlichen Willen, falls dies in seinem wohlverstandenen Interesse liegt. Der natürliche Wille ist deshalb nicht bedeutungslos, sondern im Rahmen des Verhältnismäßigkeitsprinzips zu beachten, denn in das Grundrecht auf ein Selbstbestimmtes Leben des Betreuten (Art. 2 Abs. 1 GG) darf nur nach dem Maßstab der Verhältnismäßigkeit eingegriffen werden. Das Verhältnismäßigkeitsprinzip ist gewahrt, wenn eine Handlung gegen den natürlichen Willen des Betreuten notwendig ist, um eine erhebliche Gefahr abzuwenden, und die Handlung das mildeste der möglichen Mittel darstellt und der Handlung nicht der mutmaßliche Wille des Betreuten entgegensteht.
Der natürliche Wille des Betreuten ist vom Betreuer im Rahmen des § 1821 Abs. 2 BGB zu beachten. 
Auch kann eine Sterilisation des Betroffenen seit dem 1. Januar 2023 nur dann betreuungsgerichtlich genehmigt werden, wenn sie dem natürlichen Willen des Betreuten entspricht (§ 1830 Abs. 1 Nr. 1 BGB), da die Einwilligung darin dem Betreuten unabhängig vom psychischen Zustand nicht abgenommen werden darf. Bis 31. Dezember 2022 reichte es aus, dass der natürliche Wille des Betreuten nicht entgegenstand, sodass eine Sterilisation auch möglich war, wenn er sich nicht dazu äußerte.
Eine Fixierung eines Menschen gegen seinen natürlichen Willen muss richterlich genehmigt werden; das Einverständnis eines Betreuers oder Bevollmächtigten reicht nicht aus, sofern es sich um eine länger dauernde Maßnahme (i. d. R. länger als bis zum nachfolgenden Tag) handelt oder diese regelmäßig stattfindet (z. B. immer nachts). In solchen Fällen ist gem. § 1831 Abs. 4 BGB die Genehmigung des Betreuungsgerichtes zusätzlich nötig.

## Strafrecht
Eine Freiheitsberaubung kann beispielsweise in der pflegerischen oder psychiatrischen Praxis vorliegen, wenn dem natürlichen Willen des Patienten ohne rechtfertigende Einwilligung entgegengewirkt wird.  Voraussetzung für eine wirksame Einwilligung ist die Einwilligungsfähigkeit der betreffenden Person. Diese setzt wiederum die natürliche Einsichts- und Steuerungsfähigkeit voraus.
Dasselbe gilt für die Straflosigkeit einer Körperverletzung durch eine ärztliche Heilbehandlung mit Einwilligung des Patienten.